# St. Maria Magdalena (Hüttigweiler)

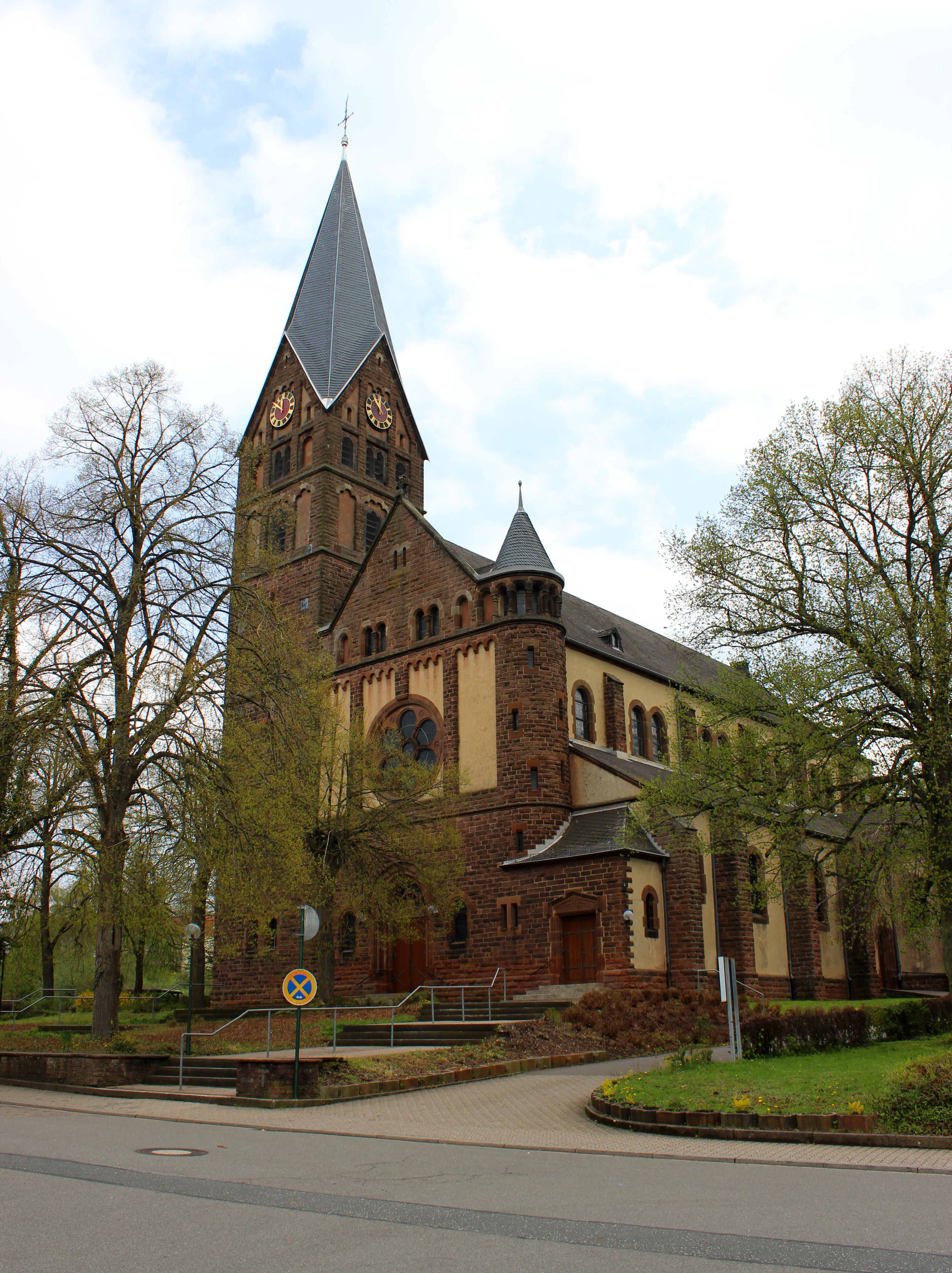
Die Pfarrkirche St. Maria Magdalena in Hüttigweiler

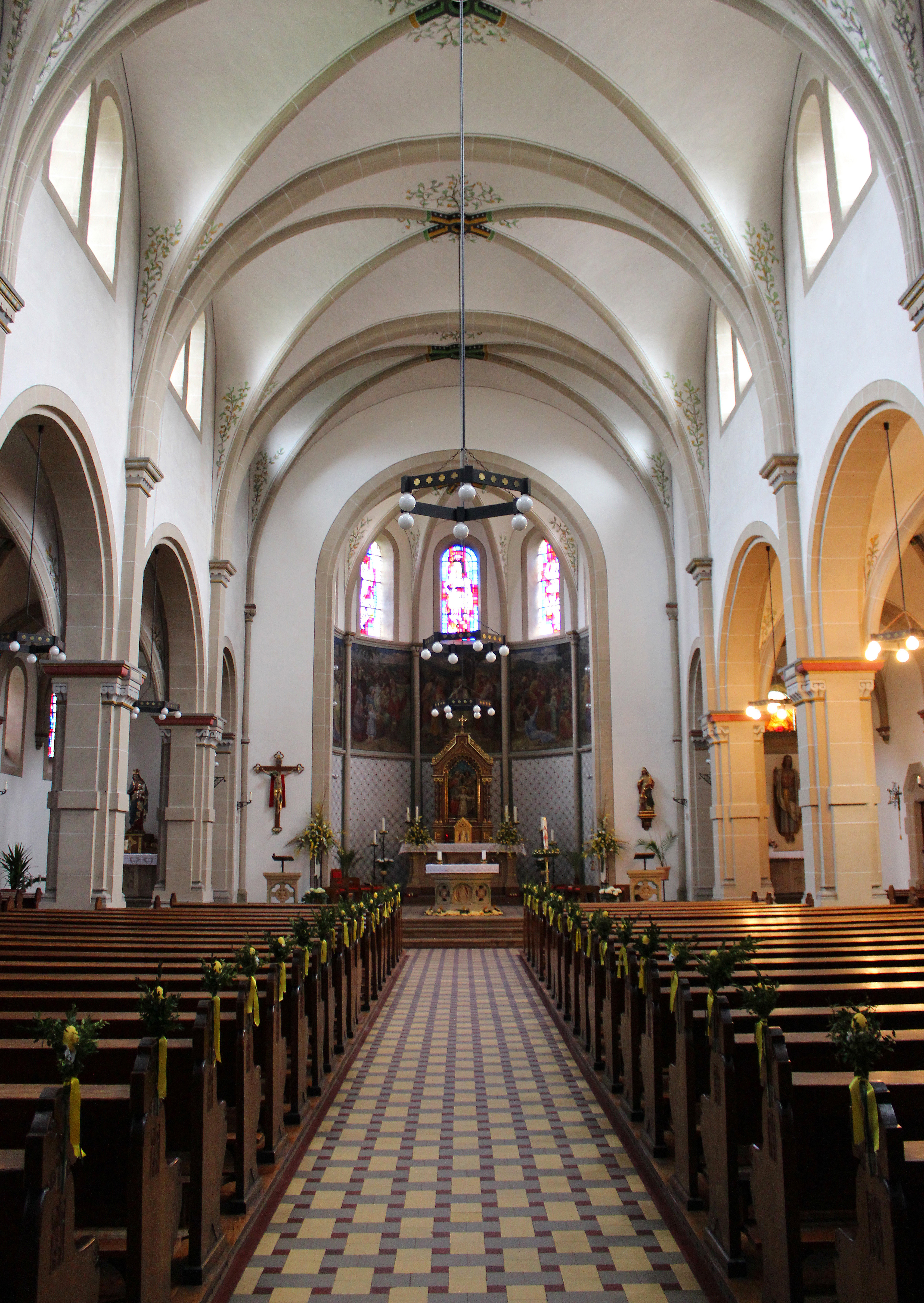
Blick ins Innere der Kirche

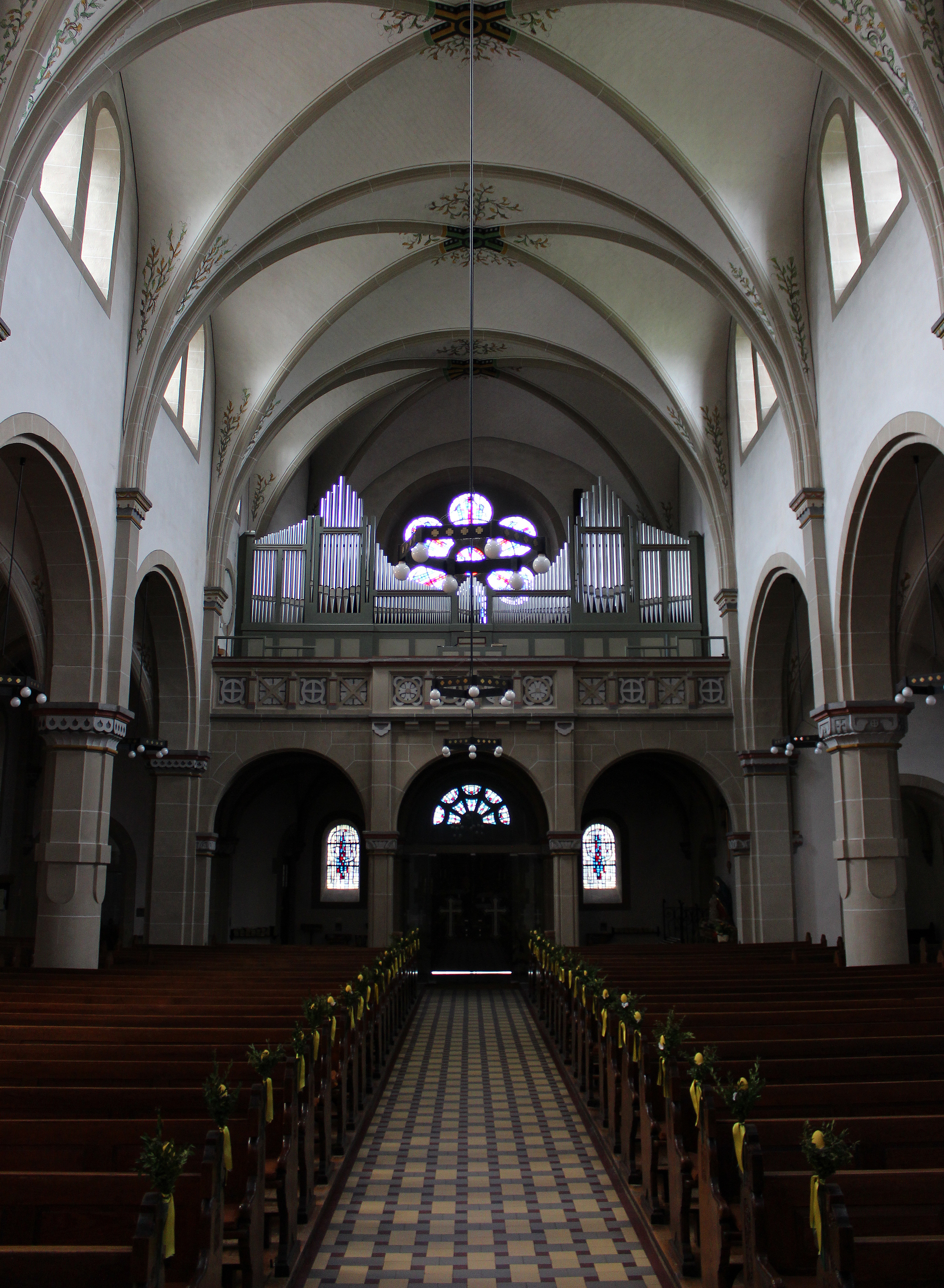
Blick vom Altarraum zur Orgelempore

Die Kirche St. Maria Magdalena ist eine römisch-katholische Pfarrkirche in Hüttigweiler, einem Ortsteil der saarländischen Gemeinde Illingen, Landkreis Neunkirchen. Kirchenpatronin ist die heilige Maria Magdalena. In der Denkmalliste des Saarlandes ist das Kirchengebäude als Einzeldenkmal aufgeführt.

## Geschichte
Im Jahr 1897 wurde in Hüttigweiler ein Kirchbauverein gegründet. Von 1910 bis 1911 erfolgte dann der Bau der Kirche nach Plänen des Architekten Wilhelm Hector (Saarbrücken-St. Johann) im Stil der Neuromanik. Für die Ausführung der Bauarbeiten zeichnete Bauunternehmer Ambré (Waldrach) verantwortlich. In den Jahren 1961/62 wurde das Gotteshaus im Inneren einer Restaurierung unterzogen und in diesem Rahmen ausgemalt. Von 1977 bis 1978 erfolgte unter Leitung des Architekten Ludwig Dörrenbächer (Wemmetsweiler) eine erneute Restaurierung, das Dach, die Fenster und die Ausmalung betreffend, sowie ein Umbau, bei der eine Warmluftheizung eingebaut und der Vorplatz gestaltet wurde.

## Ausstattung
Im Chor befindet sich ein Altarretabel im neoromanischen Stil mit Darstellung der Heiligen Familie, das 1978 als Ergänzung des Hochaltars aus dem Bistums-Magazin übernommen wurde. Durch diese Ergänzung passte das bisherige moderne Bronzetabernakel stilistisch nicht mehr zu dem Retabel und wurde, ebenfalls 1978, durch ein neues Tabernakel ersetzt. Die Wand des Chores wird von einem Fresko ausgefüllt, das die wunderbare Brotvermehrung darstellt. Darüber befinden sich mehrere Fenster, von denen das Mittelfenster die Symbole des Vaters und des Heiligen Geistes, das Seitenfenster links vom Mittelfenster Margareta Maria Alacoque und das Seitenfenster rechts vom Mittelfenster Maria Magdalena zeigt.
Die zweiteilige Kommunionbank aus weißem Sandstein im Chor wurde 1977/78 in Anpassung an das nachkonziliare Liturgieverständnis entfernt. Die ursprüngliche Kommunionbank war eine durchbrochene Arbeit, verziert mit Reliefbildern, die Christus als Richter und in der Eucharistie darstellen, flankiert von den Inschriften „Mors et Vita“. Nach dem Abbau dienten die Einzelteile dem neuen, achteckigen Zelebrationsaltar und die beiden Mittelstücke bildeten den Fuß der beiden Ambonen, die an den beiden Chorsäulen aufgestellt wurden. Im Altarraum befindet sich außerdem ein Altarkreuz mit Christus-Korpus, der 1977/78 neu gefasst wurde.
Der, wie die ehemalige Kommunionbank, aus weißem Sandstein bestehende Taufstein der Kirche befindet sich in der Vorhalle im Turmuntergeschoss, die als Taufkapelle dient. Deckenmalerei und Wandfries in der Kapelle stellen den Heiligen Geist und Fische im Wasser dar.
Von Kirchenmaler Franz Nirspor (Zell) stammt die Ausmalung der Kirche, die in den Jahren 1961/62 erfolgte. Der Kreuzweg von 1962, bestehend aus Halbreliefs ohne Rahmen, ist das Werk eines Oberammergauer Holzschnitzers, ebenso die Figur der heiligen Barbara, die 1984 von einem Bergmann gestiftet wurde. Glasmaler Ferdinand Selgrad (Spiesen-Elversberg) gestaltete die Fenster, die die sieben Sakramente darstellen. Von Johannes Mettler (Morbach) stammt der Marienaltar im linken Seitenchor, die Beichtstühle mit Reliefs und die Pietà unter der Empore.
Im rechten Seitenchor befindet sich ein Herz-Jesu-Altar, der gleichzeitig auch als Kriegergedächtnisaltar dient, und die figürliche Darstellung der Begegnung des Auferstandenen mit Maria Magdalena zeigt. In der Westfassade befindet sich eine Fensterrose.

## Orgel
Die Orgel der Kirche wurde 1924 von der Firma Otto Kratochwil (Bonn) erbaut und verfügt über 32 Register, verteilt auf zwei Manuale und Pedal und nahezu 2000 Pfeifen. Die Orgel ist eine der wenigen historischen deutsch-romantischen in der Region, die noch original erhalten und spielbar sind. 2008 wurde die Orgel durch den Orgelbauer Thomas Gaida (Wemmetsweiler) generalüberholt und teilweise erneuert.
Die Disposition lautet wie folgt:
| I Hauptwerk C–g3 |                 |       |
| 1.               | Bordun          | 16′   |
| 2.               | Principal       | 8′    |
| 3.               | Flaut major     | 8′    |
| 4.               | Fugara          | 8′    |
| 5.               | Gamba           | 8′    |
| 6.               | Dulciana        | 8′    |
| 7.               | Unda maris      | 8′    |
| 8.               | Oktave          | 4′    |
| 9.               | Rohrflöte       | 4′    |
| 10.              | Cremona         | 4′    |
| 11.              | Rauschquinte II | 2 ⁄3′ |
| 12.              | Mixtur 3–4f     |       |
| 13.              | Solotrompete    | 8′    |

| II Schwellwerk C–g3 |                 |       |
| 14.                 | Nachthorn       | 16′   |
| 15.                 | Hornprincipal   | 8′    |
| 16.                 | Konzertflöte    | 8′    |
| 17.                 | Viola           | 8′    |
| 18.                 | Quintatön       | 8′    |
| 19.                 | Aeoline         | 8′    |
| 20.                 | Vox coelestis   | 8′    |
| 21.                 | Geigenprincipal | 4′    |
| 22.                 | Traversflöte    | 4′    |
| 23.                 | Quintflöte      | 2 ⁄3′ |
| 24.                 | Piccolo         | 2′    |
| 25.                 | Cornett IV      |       |
| 26.                 | Oboe            | 8′    |
|                     | Tremulant       |       |

| Pedal C–d1 |                        |     |
| 27.        | Contrabass             | 16′ |
| 28.        | Subbass                | 16′ |
|            | Zartbass 16′ (Transm.) |     |
| 29.        | Oktavbass              | 8′  |
| 30.        | Cello                  | 8′  |
| 31.        | Bassoktave             | 4′  |
| 32.        | Posaune                | 16′ |

- Koppeln:
  - Normalkoppeln: II/I
  - Suboktavkoppeln: II/I
  - Superoktavkoppeln: II/I, II/II
- Spielhilfen: 1 freie Kombination, 10 feste Kombinationen, Manualeinzelabsteller, Koppeleinzelabsteller, Zungeneinzelabsteller, Crescendowalze